# Distretto di Ulanga
Il distretto di Ulanga è un distretto della Tanzania situato nella regione di Morogoro. È suddiviso in 24 circoscrizioni (wards) e conta una popolazione di 265 203 abitanti (censimento 2012). 
Elenco delle circoscrizioni:
- Biro
- Chirombola
- Euga
- Ilonga
- Iragua
- Isongo
- Itete
- Kichangani
- Kilosa kwa Mpepo
- Lukande
- Lupiro
- Mahenge
- Malinyi
- Mbuga
- Minepa
- Msogezi
- Mtimbira
- Mwaya
- Ngoheranga
- Ruaha
- Sali
- Sofi
- Usangule
- Vigoi